# Camillo Guerrieri Crocetti
Camillo Guerrieri Crocetti (Teramo, 1892 - Génova, 1978), hispanista italiano.
Alumno de Pio Rajna, de Ernesto Monaci y de Cesare de Lollis, vino a Génova en 1920 como profesor de instituto. En 1929 empezó a enseñar literatura italiana y en 1931 se le asignó la enseñanza de la lengua y literatura española en la Facultad de Letras, puesto que en 1939 se transformó en cátedra y que ocupó hasta 1942; en tal año pasó a la cátedra de Filología Románica manteniendo todavía el cargo de profesor de lengua y literatura española hasta 1952. 
Su producción es muy amplia y abarca principalmente la poesía caballeresca y la lírica italiana de los orígenes. Entre sus obras destacan L'epica spagnola (1944), La Chanson de Roland: problemi e discussioni (1946), La leggenda di Tristano nei più antichi poemi francesi (1950), Il Cid e i cantares di Spagna (1958), Perceval (1961), Nel mondo neolatino (1969). Otros trabajos suyos se centraron en Lope de Vega (sobre el Arte nuevo en 1915; sobre Lope en general en 1941; sobre La Dorotea en 1959) y sobre Calderón (1918), Cervantes (1926 y 1949), Gonzalo de Berceo (1942), Unamuno (1962) etc.
- Datos: Q5747567